# Mohd Syafiq Kamal
Pour les articles homonymes, voir Kamal.
Mohd Syafiq Kamal, né le 1er août 1996 à Kota Bharu, est un joueur de squash professionnel représentant la Malaisie. Il atteint en mai 2021, la 72e place mondiale, son meilleur classement.

## Biographie
Il participe aux championnats du monde 2020-2021, profitant du retrait de Mostafa Asal.

## Palmarès

### Titres
- Championnats d'Asie par équipes : 2 titres (2018, 2021)

### Finales
- Open d'Australie : 2019